# Cukurs C-6 Trīs Zvaigznes
Cukurs C-6 Trīs Zvaigznes — лёгкий дальний самолёт. Первый свободнонесущий низкоплан, построенный в Латвии. Конструктор Герберт Цукурс. Cukurs C-6 Trīs Zvaigznes был построен в апреле 1935 года. Герберт Цукурс на этом самолёте в 1936-37 годах совершил перелёт из Риги в Токио и обратно, пробыв в воздухе 227 часов, пролетев 40045 км. Цукурс пролетел над 22 странами Европы и Азии, исключая СССР.

## Характеристики
- Модификация C-6
- Размах верхних крыльев, м 11,00
- Длина самолёта, м 8,00
- Высота самолёта, м 2,30
- Площадь крыла, м² 12,80
- Масса, кг
  - пустого самолёта 525
  - максимальная взлётная 1150
- Тип двигателя 1 ПД De Havilland Gipsy Major
- Мощность, л. с. 1×130
- Максимальная скорость, км/ч 300
- Практическая дальность, км 820
- Скороподъёмность, м/мин. 188
- Практический потолок, м 4500
- Экипаж, чел. 1